# Felsritzung Massleberg 1
Die Felsritzung Massleberg 1 (RAÄ-Nummer: Skee 614:1) liegt bei Strömstad in Bohuslän im Süden von Schweden, etwa 80 m vom Gräberfeld Massleberg entfernt. Auf dem Felsaufschluss befinden sich mehrere, teils überlappende Ritzungen aus der Bronzezeit.
Dargestellt sind neben unzähligen Schälchen vor allem ithyphallische Männer, von denen einige Äxte, Lanzen oder Schwerter tragen bzw. hochhalten, Fußsohlen, ein Gitterwerk, ein Radkreuz, kleine und große Schiffe, Tiere (Hirsche und Hunde) und schwer verständliche Darstellungen. Die kleinen Striche in den Schiffen symbolisieren die Besatzung. Die „Haken“ auf den Schiffsbildern stellen Luren dar.

Massleberg Skee
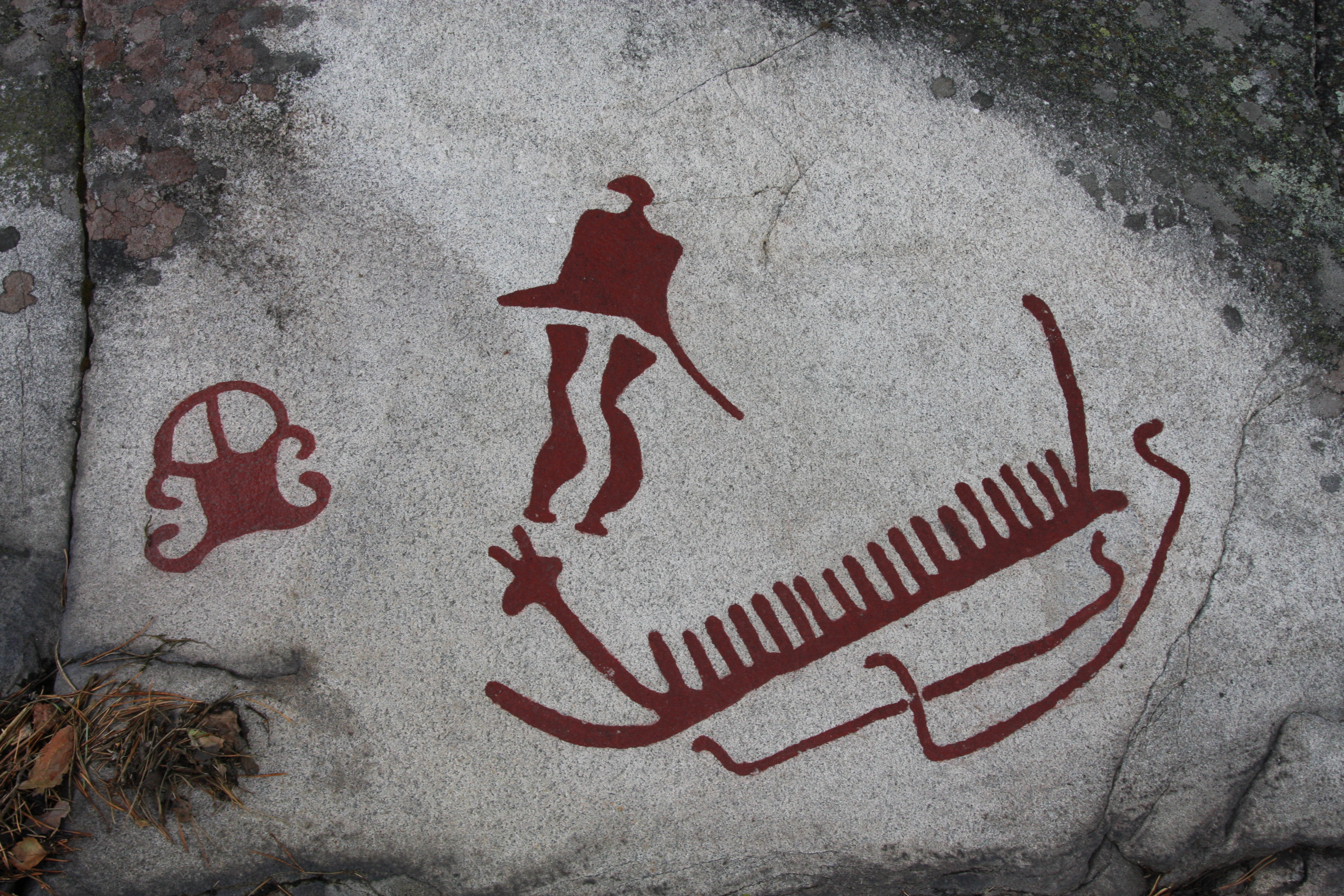
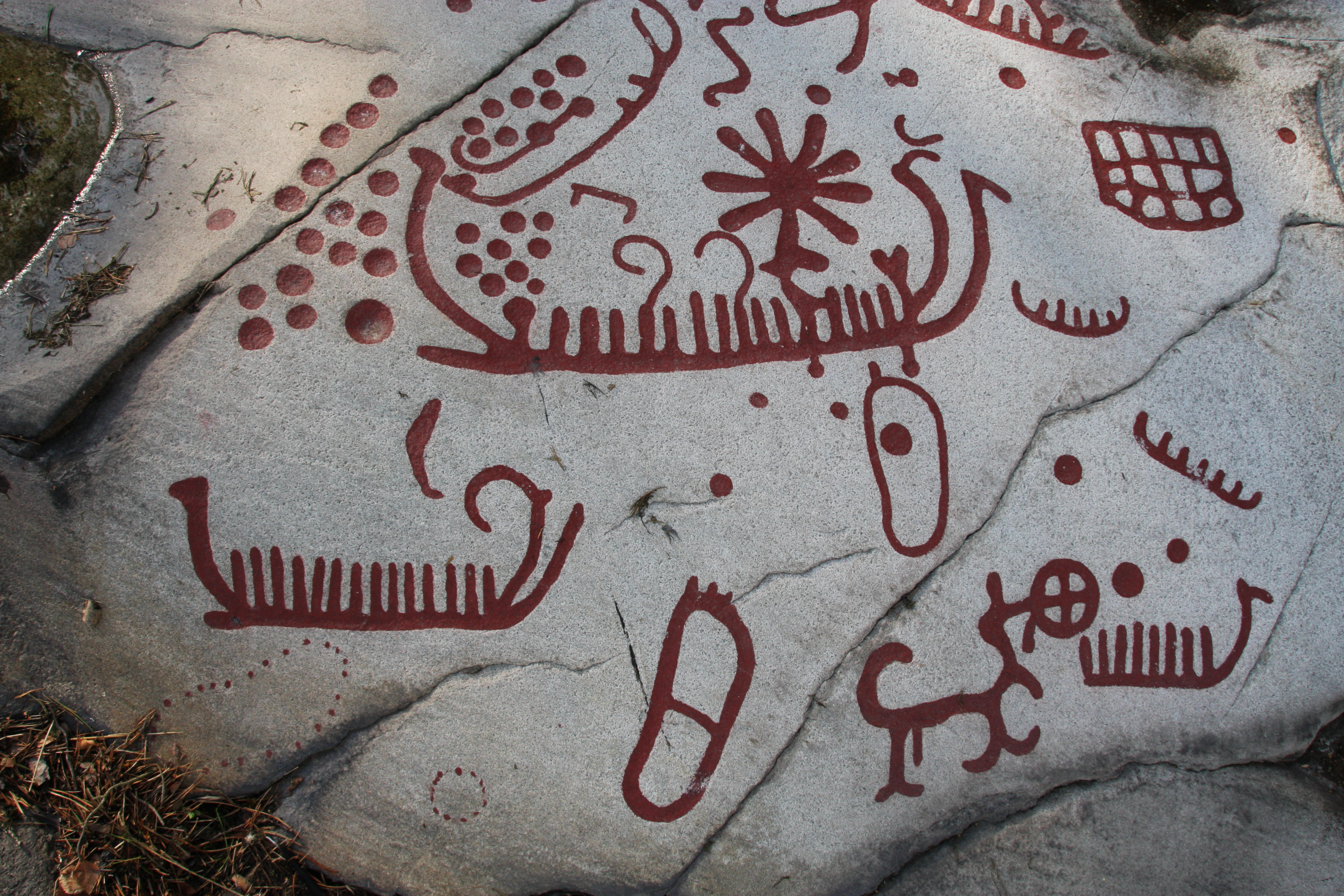
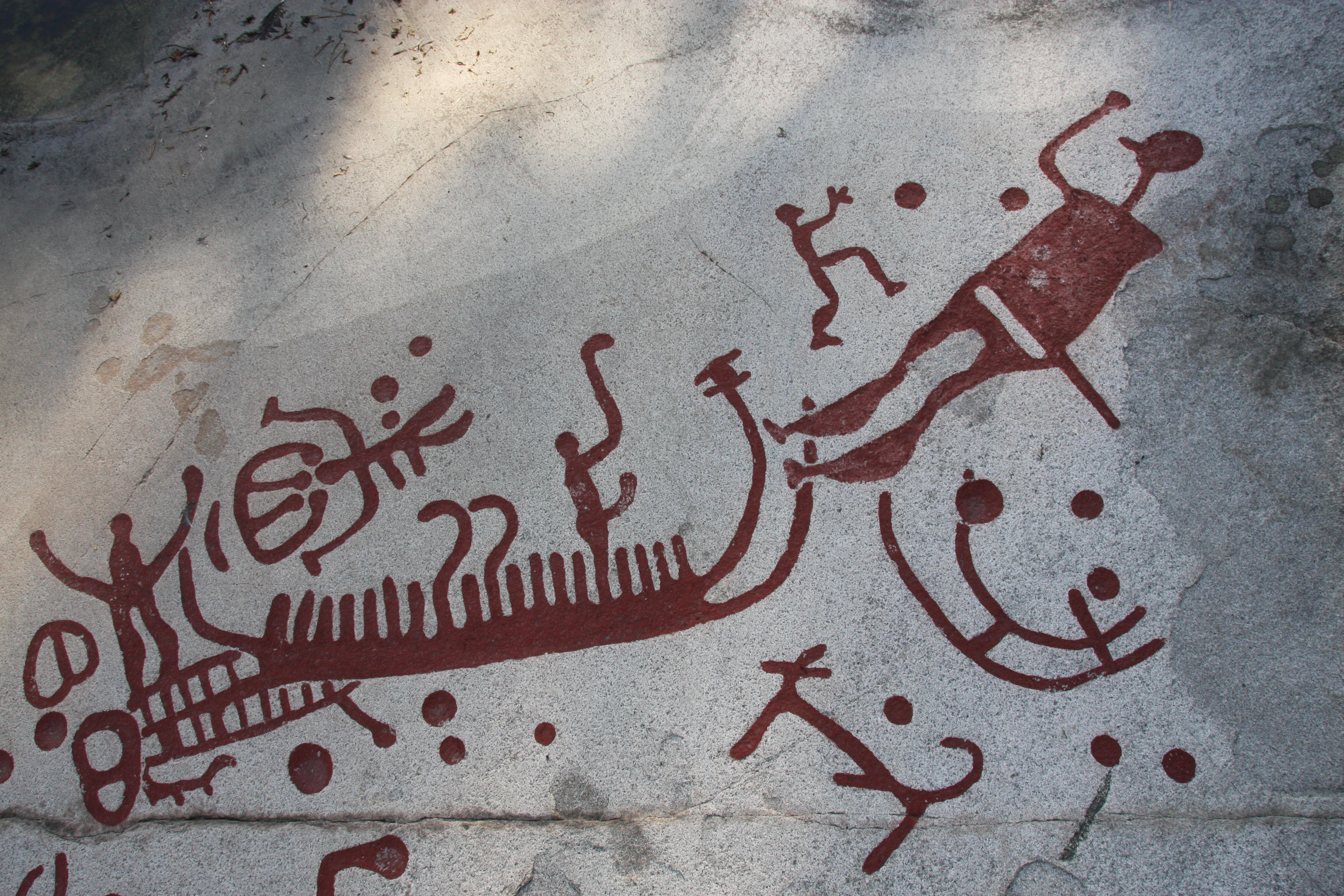
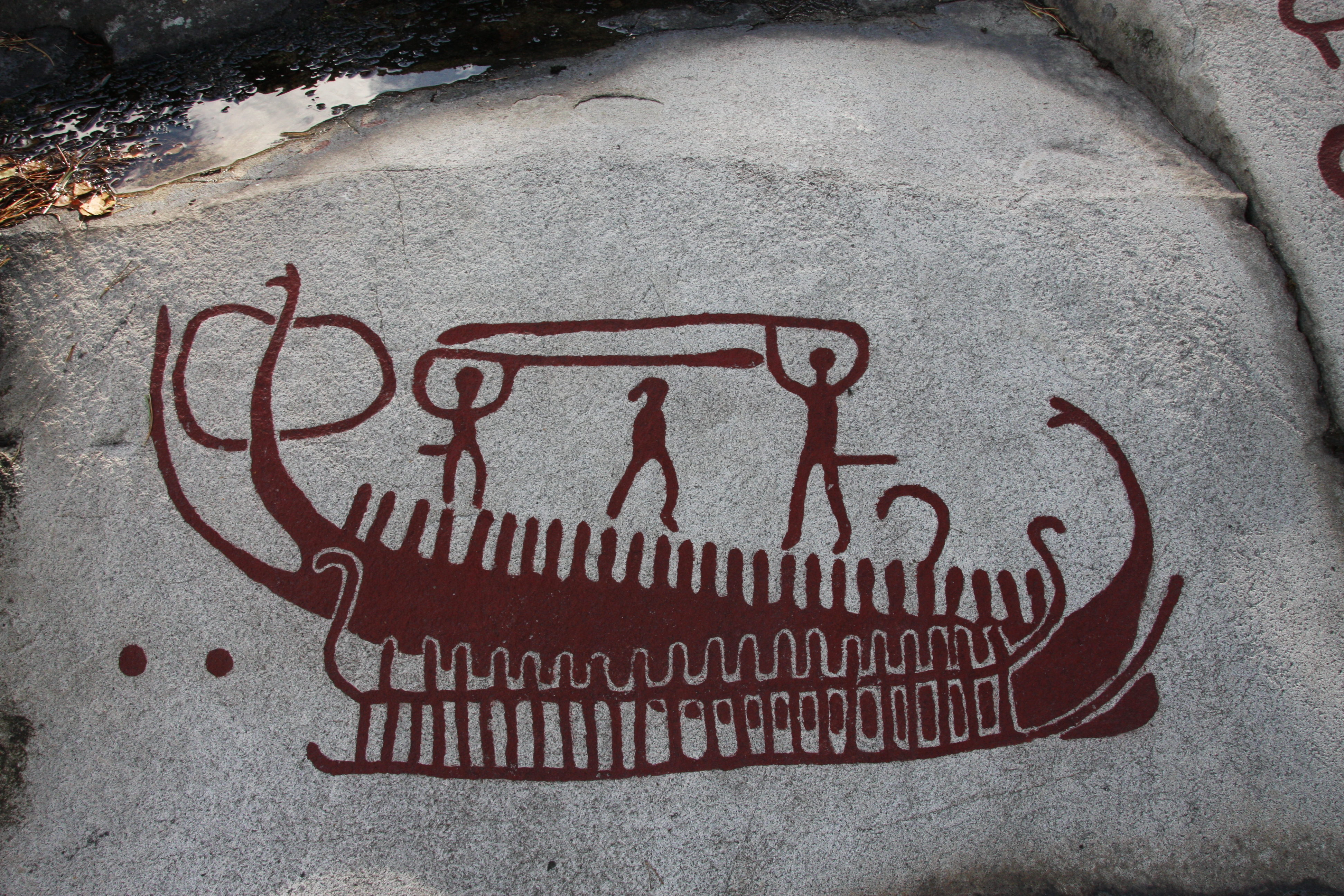

Die ungenaue Darstellung eines Mannes, der ein Schiff trägt, wird von exakteren Schiffsheberdarstellungen auf anderen Felsen in Bohuslän abgeleitet. Es muss sich also um einen Mythos der nordischen Vorstellungswelt handeln.